# موتور تشاكر
موتور تشاكر (بالفارسية: موتور چاکر) هي منطقة سكنية تقع في سيستان وبلوتشستان في إيران. يقدر عدد سكانها بـ 160 نسمة .